# 31912 Lukasgrafner
31912 Lukasgrafner este un asteroid din centura principală de asteroizi.

## Descriere
31912 Lukasgrafner este un asteroid din centura principală de asteroizi. A fost descoperit pe 5 aprilie 2000 la Socorro, New Mexico, în cadrul proiectului LINEAR. Asteroidul prezintă o orbită caracterizată de o semiaxă mare de 2,55 ua, o excentricitate de 0,17 și o înclinație de 2,7° în raport cu ecliptica.